# Маррубью
Маррубью (итал. Marrubiu) — коммуна в Италии, расположена в области Сардиния, подчиняется административному центру Ористано.
Население составляет 5034 человека (на 2004 г.), плотность населения составляет 81,07 чел./км². Занимает площадь 61,21 км². Почтовый индекс — 9094. Телефонный код — 0783.
Покровительницей коммуны почитается Пресвятая Богородица (Madonna del Rimedio), празднование 8 сентября.